# ریتا کونه
ریتا کونه (آلمانی: Rita Kühne؛ زادهٔ ۵ ژانویه ۱۹۴۷) دونده زن اهل آلمان بود.
وی در مسابقات کشوری و بین‌المللی در مجموع برندهٔ ۱ مدال طلا شده‌است.